# Cao Lu
Cao Lu (chino: 曹璐; Zhangjiajie, 30 de agosto de 1987) es una cantante china. Debutó en solitario en 2004 con el EP Cat, y más tarde, en 2012, se convirtió en miembro del grupo femenino surcoreano Fiestar. Sin embargo en mayo de 2018, se anunció oficialmente que Fiestar se desintegraría debido a la culminación de contratos de las integrantes con la agencia, y regreso con el grupo 6 años después.

## Discografía

### EPs
- Cat (2004)

### Sencillos
| Título       | fecha de lanzamiento | Artista               | Mejor posición en las listas | Ventas       |
| ------------ | -------------------- | --------------------- | ---------------------------- | ------------ |
| Spring Again | 15 de marzo de 2017  | Yerin, Cao Lu e Kisum | 37                           | KOR: 82,419+ |

## Filmografía

### Series
| Año  | Título                  | Papel                | Red |
| ---- | ----------------------- | -------------------- | --- |
| 2016 | The Sound of Your Heart | actriz china (Cameo) | KBS |
| 2017 | Missing Nine            | Cai Ming             | MBC |

### Espectáculo de variedades
| Año  | Título                           | Red        | Notas                                                            |
| ---- | -------------------------------- | ---------- | ---------------------------------------------------------------- |
| 2016 | Real Men temporada 2 – edition 4 | MBC        | miembro del elenco                                               |
| 2016 | King of Mask Singer              | MBC        | Concursante como "Don't Compel to Me, Korean Trip" (episodio 87) |
| 2016 | We Got Married                   | MBC        | miembro del elenco (emparejada con Jo Se ho-)                    |
| 2016 | Uncontrollably Acting            | K STAR     | miembro del elenco                                               |
| 2016 | Video Star                       | MBC Every1 | principal presentadora                                           |
| 2017 | Strong Girls                     | E Canal    | Miembro del elenco                                               |
| 2017 | Oppa Thinking                    | MBC        | Pasante (Episodio 10-presente)                                   |
| 2017 | I Can See Your Voice 4           | Mnet       | Ep. 8, 10, miembro del panel de detectives                       |
| 2019 | Starting Today, I'm a Pâtissier  | JTBC       | miembro                                                          |

## Premios y nominaciones
| Año  | Premio                                          | Categoría                                                    | Nominación     | Resultado |
| ---- | ----------------------------------------------- | ------------------------------------------------------------ | -------------- | --------- |
| 2005 | China Central Television's Chinese Music Top 10 | premio mejor debutante                                       | Cat            | Ganadora  |
| 2017 | 2016 MBC Entertainment Awards                   | premio a la excelencia en un programa de variedades-femenina | We Got Married | Nominada  |
| 2017 | 2016 MBC Entertainment Awards                   | mejor pareja                                                 | We Got Married | Nominada  |
| 2017 | 2016 MBC Entertainment Awards                   | premio de popularidad                                        | We Got Married | Ganadora  |